# Shea Salinas
Shea Salinas est un joueur américain de soccer né le 24 juin 1986 à Lubbock au Texas. Il joue au poste d'ailier.

## Biographie
Le 28 septembre 2022, Salinas annonce sa retraite sportive à l'issue de la saison 2022, concluant sa carrière au deuxième rang des joueurs avec le plus de rencontres (353) avec les Earthquakes de San José, derrière Chris Wondolowski (405).

## Palmarès
Whitecaps de Vancouver
- Finaliste du Championnat canadien en 2011

 Earthquakes de San José
- Vainqueur du Supporters' Shield en 2012